# 匹多莫德
匹多莫德（英語：Pidotimod）是一种免疫增强剂类免疫调节剂，主要用于儿科，可以提高儿童免疫力，预防或辅助治疗感染性疾病。匹多莫德在中国儿科使用非常广泛，常见商品名有芙露饮等。匹多莫德面世至今已20多年，但仍缺乏高質量的臨床研究支持其功效，故有些醫生公開質疑處方本藥的療效和必要性。

## 引用
1. ↑  Du XF, Jiang CZ, Wu CF, Won EK, Choung SY. . Archives of pharmacal research. September 2008, 31 (9): 1153–9. PMID 18806958. doi:10.1007/s12272-001-1282-6.
2. ↑  .   [11 October 2015]. （原始内容存档于2015-12-22）.
3. ↑  .   [2018-01-13]. （原始内容存档于2018-01-13）.